# 童謡ポップス
『童謡ポップス』（どうようポップス）は、2001年（平成13年）から2003年（平成15年）にかけてピッコロタウン（現・アップフロントワークス）から発売されたハロー!プロジェクトのメンバーが歌うアルバムである。既存の曲以外にも、つんく♂が監修したオリジナル童謡ポップスも発売された。なお、2025年（令和7年）現在、全シリーズが全て廃盤済みとなっており、CDレンタル店やビデオレンタル店、リサイクルショップ（例・ハードオフ等）での各種中古品、またはネットオークションでしか入手できない。

## 概要
2001年から2003年にかけてアルバムから発売されたシリーズである。フジテレビの「ポンキッキーズ」やテレビ東京の「ハローキッズ」等で参加メンバーが歌っている。
参加メンバー
- モーニング娘。　
  - 第1期：飯田圭織、安倍なつみ
  - 第2期：保田圭、矢口真里
  - 第3期：後藤真希
  - 第4期：石川梨華、吉澤ひとみ、辻希美、加護亜依
  - 第5期：高橋愛、小川麻琴、紺野あさ美、新垣里沙
- カントリー娘。
  - あさみ、りんね、里田まい
- ココナッツ娘。
  - アヤカ、ミカ、レフア
- メロン記念日
  - 村田めぐみ、斉藤瞳、大谷雅恵、柴田あゆみ
- 平家みちよ
- 稲葉貴子
- 前田有紀
- 松浦亜弥
- 石井リカ
- 藤本美貴

## 「ザ・童謡ポップス」シリーズ

### ザ・童謡ポップス1 クリスマスと冬のうた集
2001年11月29日発売
1. ジングルベル（矢口真里、アヤカ、松浦亜弥、石井リカ）
2. 赤鼻のトナカイ（加護亜依、小川麻琴、アヤカ）
3. サンタクロースがやってくる（吉澤ひとみ、加護亜依、あさみ、石井リカ）
4. 雪のおどり（矢口真里、石川梨華、新垣里沙、あさみ）
5. 風も雪も友達だ（安倍なつみ、新垣里沙、石井リカ）
6. サンタが街にやってくる（保田圭、りんね、アヤカ、松浦亜弥）
7. ママがサンタにキッスした（保田圭、辻希美、りんね、ミカ）
8. ホワイトクリスマス（安倍なつみ、高橋愛、ミカ、石井リカ）
9. おめでとうクリスマス（飯田圭織、紺野あさ美、あさみ、アヤカ、ミカ）
10. もろびとこぞりて（飯田圭織、あさみ、アヤカ、ミカ、石井リカ）
11. ゆき（辻希美、紺野あさ美、りんね）
12. お正月（吉澤ひとみ、りんね、アヤカ、石井リカ）
13. 一月一日（後藤真希、石川梨華、高橋愛、小川麻琴）
14. たこの歌（後藤真希、松浦亜弥）
15. きよしこの夜（全員）

### ザ・童謡ポップス2 春のうた集
2002年2月20日発売（モーニング娘。の14枚目のシングル「そうだ! We're ALIVE」と同時発売）
1. ドレミの歌（Do-Re-Mi）（高橋愛、平家みちよ、里田まい、ミカ、レフア (en)、斉藤瞳）
2. 春が来た (加護亜依、平家みちよ、斉藤瞳)
3. チューリップ (小川麻琴、石井リカ)
4. うれしいひなまつり (紺野あさ美、松浦亜弥、石井リカ)
5. 春の小川 (後藤真希、レフア、石井リカ、藤本美貴)
6. みかんの花咲く丘 (稲葉貴子、里田まい、石井リカ、藤本美貴)
7. さくらさくら (吉澤ひとみ、石井リカ)
8. 花 (全員)
9. こいのぼり (安倍なつみ・あさみ)
10. ちょうちょ (辻希美、りんね、村田めぐみ、大谷雅恵)
11. おお牧場はみどり (保田圭、りんね、ミカ、村田めぐみ、前田有紀、石井リカ)
12. 茶摘み (飯田圭織、里田まい、アヤカ)
13. シャボン玉 (新垣里沙、平家みちよ)
14. 森のくまさん (石川梨華、稲葉貴子、あさみ、アヤカ、大谷雅恵、柴田あゆみ、藤本美貴)
15. 背くらべ (矢口真里、柴田あゆみ、前田有紀、藤本美貴)
16. 仰げば尊し (平家みちよ、稲葉貴子、カントリー娘。、ココナッツ娘。、メロン記念日、前田有紀、石井リカ、藤本美貴)

### ザ・童謡ポップス3 夏のうた集
2002年6月5日発売
1. アイアイ（加護亜依、里田まい、ココナッツ娘。、大谷雅恵、藤本美貴）
2. かもめの水兵さん（矢口真里、稲葉貴子、石井リカ）
3. とんぼのめがね（後藤真希、あさみ、村田めぐみ）
4. あめふり（飯田圭織、りんね、柴田あゆみ、藤本美貴）
5. かたつむり（吉澤ひとみ、大谷雅恵）
6. かえるの合唱（紺野あさ美、稲葉貴子、村田めぐみ、斉藤瞳、前田有紀、石井リカ）
7. たなばたさま（新垣里沙、石井リカ）
8. あめふりくまのこ（辻希美、平家みちよ、りんね、石井リカ）
9. 手のひらを太陽に（保田圭、平家みちよ、斉藤瞳、柴田あゆみ、前田有紀）
10. 南の島のハメハメハ大王（石川梨華、里田まい、ココナッツ娘。、大谷雅恵、石井リカ、藤本美貴）
11. うみ（安倍なつみ、石井リカ）
12. おばけなんてないさ（小川麻琴、柴田あゆみ、石井リカ）
13. われはうみのこ（モーニング娘。[4]）
14. 花火（あさみ、松浦亜弥）
15. 星かげさやかに（燃えろよ燃えろ）（平家みちよ、稲葉貴子、カントリー娘。、ココナッツ娘。、前田有紀、石井リカ、藤本美貴）
16. 夏の思い出（高橋愛、村田めぐみ、斉藤瞳、前田有紀、石井リカ）

### ザ・童謡ポップス4 秋のうた集
2002年9月4日発売
1. おもちゃのチャチャチャ(稲葉貴子、カントリー娘。、ココナッツ娘。、メロン記念日、松浦亜弥、藤本美貴、石井リカ)
2. 真赤な秋(加護亜依、大谷雅恵、石井リカ)
3. 赤とんぼ(飯田圭織、柴田あゆみ、藤本美貴)
4. 里の秋(安倍なつみ、石井リカ)
5. たき火(矢口真里、石井リカ)
6. ツキ(後藤真希、平家みちよ、大谷雅恵、前田有紀、石井リカ)
7. どんぐりころころ(石川梨華、りんね、アヤカ)
8. ちいさい秋みつけた(保田圭、平家みちよ、あさみ、前田有紀、石井リカ)
9. 七つの子(小川麻琴、稲葉貴子、前田有紀、石井リカ)
10. 虫のこえ(辻希美、ミカ、斉藤瞳、村田めぐみ)
11. 村祭(紺野あさ美、平家みちよ、ココナッツ娘。、斉藤瞳、村田めぐみ、石井リカ)
12. 紅葉(高橋愛、前田有紀、石井リカ)
13. 夕焼け小焼け(新垣里沙、稲葉貴子)
14. 大きなくりの木の下で(吉澤ひとみ、稲葉貴子、里田まい)
15. 旅愁(松浦亜弥、藤本美貴、石井リカ)
16. 故郷(全員)

## 新作童謡ポップスシリーズ

### 新作童謡ポップス(一)
2002年12月4日発売
1. パイナップルパラダイス
2. △□○さんかくしかくまる
3. お星さまになったチューリップ
4. たけちゃん
5. ころころ石ころくん
6. カブトムシとクワガタ
7. 動物園
8. 愛はりんご
9. 朝昼夜の唄
10. かけっこかっこ
11. かおの唄
12. わが家
13. キャベツの青春
14. ハッピーハッピプリンセス
15. 夜

### 新作童謡ポップス(二)
2003年3月26日発売
1. 野菜is great!
2. 笑顔バンザイ
3. はやーい乗り物
4. なみだのメニュー
5. ともだちだもんね
6. ウッフン アッフン プッチュンパ~恋する天使と呼んでね~
7. 発表会
8. 「花」
9. キラッキー
10. バルコニーじゃなくて縁側といいます
11. キュッ！キュッ！キュッ！
12. ざぶとん
13. 海よごめんね
14. すいかのたね
15. 「また会えるよね」

### 新作童謡ポップス(三)
2003年11月6日発売予定だったが、2004年2月6日へ発売延期ののち発売中止となった。

## あたらしいどうよう（DVD・VHS）
2003年5月1日発売
1. パイナップルパラダイス
2. △□○さんかくしかくまるいもの
3. お星さまになっちゃったチューリップ
4. たけちゃん
5. ころころ石ころくん
6. カブトムシとクワガタ
7. 動物園
8. 愛はリンゴ
9. 朝昼夜の唄
10. かけっこかけっこ
11. かおの唄
12. わが家
13. キャベツの青春
14. ハッピーハッピプリンセス
15. 夜